# Planet B (2024)
Planet B (französischer Originaltitel: Planète B, Alternativtitel Planet B: Gefangen in einer anderen Welt ) ist ein dystopischer Spielfilm von Aude Léa Rapin aus dem Jahr 2024.
Im totalitären Frankreich des Jahres 2039 werden Aktivisten in einem virtuellen Militärgefängnis gefoltert, während eine von Abschiebung bedrohte Migrantin per Zufall einen Zugang zu ihnen findet und plant, sie zu befreien.
Die Uraufführung war am 28. August 2024 bei den 81. Internationalen Filmfestspielen von Venedig, in Deutschland wurde der Film am 2. Mai 2025 auf DVD veröffentlicht.

## Handlung
Im Frankreich des Jahres 2039 herrschen nächtliche Ausgangssperren. Die Straßen von Grenoble sind gepflastert mit den Lagern verarmter Obdachloser. Überall stehen Panzersperren.
Die Gruppe R, ein Zusammenschluss junger Aktivisten, wehrt sich gegen den totalitären Polizeistaat. Nach einer nächtlichen Sabotage-Aktion werden sie von der Polizei verfolgt. Dabei kommt ein Polizist ums Leben. Die beiden Aktivisten Julia und Eloi werden schwer verletzt. Sie verlieren das Bewusstsein und erwachen scheinbar unversehrt an einer malerischen Meeresküste in einem komfortablen Hotel ohne Personal. Dort treffen sie auch auf andere Widerständler.
Eine Stimme teilt ihnen mit, dass sie sich als Avatare ihrer selbst in dem virtuellen Gefängnis Planet B befinden. Dort müssten sie bleiben, bis sie vor Gericht gestellt würden. Sie werden aufgefordert, die Namen weiterer Mitglieder der Gruppe zu verraten. Weil sie sich weigern, werden sie mit induzierten Alpträumen gefoltert.
Zeitgleich will die Migrantin Nour eine gefälschte Aufenthaltsgenehmigung in Form eines QR-Codes abholen, um ihre Abschiebung zu verhindern. Doch Hermès, die die Fälschungen verkauft, kann ihr weder den Code noch das bereits gezahlte Geld geben, weil der Hacker, der sie herstellt, seit Tagen verschwunden ist. Um nun Geld für einen Schlepper aufzutreiben, der sie nach Kanada bringen kann, stiehlt Nour eine VR-Brille aus der Militärbasis, in der sie schwer bewacht als Reinigungskraft arbeiten muss. Doch Hermès will sie ihr aus Angst vor dem Militär nicht abkaufen. Verzweifelt setzt Nour sich die Brille auf und gelangt so aus Versehen nach Planet B.
Dort trifft sie auf Julia, die ihr erklärt, dass sie in ein Gefängnis geraten ist. Erschreckt kappt Nour die Verbindung nach wenigen Minuten und beginnt zu recherchieren: Von Julia und den anderen fehlt in der physischen Welt jede Spur, von einem virtuellen Gefängnis ist draußen nichts bekannt. Andere Aktivisten und Julias Vater suchen nach ihnen. Nour schaltet sich wiederholt ins Gefängnis und wird zur einzigen Verbindung in die physische Welt. Nours Besuche hält Julia vor den anderen Gefangenen geheim, um kein Misstrauen zu schüren.
Gemeinsam mit Hermès, die mittlerweile auch von der Polizei verfolgt wird, recherchiert Nour den Ort der Militärbasis, in der sie die Körper der Gefangenen vermutet. Sie verspricht, Planet B publik zu machen und die Gefangenen zu befreien. Um die Ergebnisse ihrer Recherchen außer Landes zu bringen, nutzt sie alte Kontakte aus ihrer Zeit als Untergrund-Journalistin im Irak. Im Gegenzug vermittelt Julia ihr einen Kontakt, der ihr zur Ausreise nach Kanada verhelfen kann. Von dort will sie die Geschichte ohne Gefahr veröffentlichen.
Doch Nours Eindringen bleibt bei den Gefangenen nicht unbemerkt. Auch das Militär wird aufmerksam, denn es kann die VR-Brille orten. Es fahndet sowohl physisch als auch virtuell nach dem Eindringling und setzt die Gefangenen unter Druck, sodass das Misstrauen in der Gruppe wächst. Die Häftlinge wenden sich schließlich gegeneinander.
Nachdem Nour die Informationen ihrem Kontakt übergeben hat, damit er für ihre Veröffentlichung sorgt, steigt sie nicht wie geplant in den Flieger nach Kanada, sondern sie legt Feuer an ihrem Arbeitsplatz, wird verhaftet und landet, diesmal als Gefangene, in Planet B.
Eine große Gruppe Aufständischer stürmt schließlich die Militärbasis und befreit die Gefangenen.

## Produktion und Veröffentlichung
Gedreht wurde vom 6. März bis zum 10. Mai 2023 in Saint-Raphaël, Grenoble und Lyon.
Die Uraufführung war am 28. August 2024 bei den 81. Internationalen Filmfestspielen von Venedig.
In Frankreich kam Plan B am 25. Dezember 2024 in die Kinos, in Deutschland wurde der Film am 2. Mai 2025 auf DVD veröffentlicht und von Splendid Film unter dem Titel Planet B – Gefangen in einer anderen Welt vertrieben.

## Verweise
- Planet B - Gefangen in einer anderen Welt bei Splendid Film
- SplendidFilm: Planet B - Gefangen in einer anderen Welt, Vorschau auf YouTube
- Planet B bei IMDb